# Box-office France 1973
Cet article traite du box-office de 1973 en France.

## Les films de plus d'un million d'entrées
| Rang | Titre                                                                                | Pays | Réalisateur                                 | Entrées   |
| ---- | ------------------------------------------------------------------------------------ | ---- | ------------------------------------------- | --------- |
| 1.   | Les Aventures de Rabbi Jacob                                                         |      | Gérard Oury                                 | 7 295 727 |
| 2.   | Mon nom est Personne                                                                 |      | Tonino Valerii                              | 4 732 369 |
| 3.   | Mais où est donc passée la 7e compagnie ?                                            |      | Robert Lamoureux                            | 3 944 014 |
| 4.   | Le Grand Bazar                                                                       |      | Claude Zidi                                 | 3 913 477 |
|      | Blanche-Neige et les Sept Nains (rep)                                                |      | Walt Disney / David Hand / William Cottrell | 3 807 000 |
| 5.   | L'Emmerdeur                                                                          |      | Édouard Molinaro                            | 3 354 756 |
| 6.   | Vivre et laisser mourir                                                              |      | Guy Hamilton                                | 3 053 913 |
| 7.   | La Fureur de vaincre                                                                 |      | Lo Wei                                      | 3 016 105 |
| 8.   | Le Magnifique                                                                        |      | Philippe de Broca                           | 2 803 412 |
| 9.   | La Grande Bouffe                                                                     |      | Marco Ferreri                               | 2 801 657 |
| 10.  | The Big Boss                                                                         |      | Lo Wei                                      | 2 519 063 |
| 11.  | Moi y'en a vouloir des sous                                                          |      | Jean Yanne                                  | 2 504 266 |
| 12.  | Deux Hommes dans la ville                                                            |      | José Giovanni                               | 2 454 112 |
| 13.  | L’Aventure du Poséidon                                                               |      | Ronald Neame                                | 2 200 123 |
| 14.  | Quelques messieurs trop tranquilles                                                  |      | Georges Lautner                             | 2 067 380 |
| 15.  | L'Héritier                                                                           |      | Philippe Labro                              | 2 025 969 |
| 16.  | Traitement de choc                                                                   |      | Alain Jessua                                | 1 857 450 |
| 17.  | La Brigade en folie                                                                  |      | Philippe Clair                              | 1 749 088 |
| 18.  | Tout ce que vous avez toujours voulu savoir sur le sexe sans jamais oser le demander |      | Woody Allen                                 | 1 737 735 |
| 19.  | Il n'y a pas de fumée sans feu                                                       |      | André Cayatte                               | 1 621 202 |
| 20.  | Le Train                                                                             |      | Pierre Granier-Deferre                      | 1 606 317 |
| 21.  | Elle court, elle court, la banlieue                                                  |      | Gérard Pirès                                | 1 549 617 |
| 22.  | Pleure pas la bouche pleine                                                          |      | Pascal Thomas                               | 1 529 868 |
| 23.  | Je sais rien, mais je dirai tout                                                     |      | Pierre Richard                              | 1 485 350 |
| 24.  | Ludwig : Le Crépuscule des dieux                                                     |      | Luchino Visconti                            | 1 380 127 |
| 25.  | La Bonne Année                                                                       |      | Claude Lelouch                              | 1 373 322 |
| 26.  | L'Affaire Dominici                                                                   |      | Claude Bernard-Aubert                       | 1 359 946 |
| 27.  | Le Serpent                                                                           |      | Henri Verneuil                              | 1 356 376 |
| 28.  | R.A.S.                                                                               |      | Yves Boisset                                | 1 342 417 |
| 29.  | Le Silencieux                                                                        |      | Claude Pinoteau                             | 1 324 969 |
| 30.  | Cris et Chuchotements                                                                |      | Ingmar Bergman                              | 1 320 909 |
| 31.  | Guet-apens                                                                           |      | Sam Peckinpah                               | 1 294 253 |
| 32.  | Les Zozos                                                                            |      | Pascal Thomas                               | 1 232 919 |
| 33.  | La Valise                                                                            |      | Georges Lautner                             | 1 208 862 |
| 34.  | État de siège                                                                        |      | Costa-Gavras                                | 1 067 741 |
| 35.  | Le Cercle noir                                                                       |      | Michael Winner                              | 1 053 667 |
| 36.  | Scorpio                                                                              |      | Michael Winner                              | 1 052 001 |

## Box-office par semaine
| #  | Semaine                              | Film no 1                                 | Pays                                                                | Entrées         |
| -- | ------------------------------------ | ----------------------------------------- | ------------------------------------------------------------------- | --------------- |
| 1  | 1er janvier au 9 janvier 1973        | Les Charlots font l'Espagne               | Drapeau de la France · Drapeau de l'Espagne                         | 319 276 entrées |
| 2  | 10 janvier au 16 janvier 1973        | Le Grand Blond avec une chaussure noire   | Drapeau de la France                                                | 206 517 entrées |
| 3  | 17 janvier au 23 janvier 1973        | Le Grand Blond avec une chaussure noire   | Drapeau de la France                                                | 190 011 entrées |
| 4  | 24 janvier au 30 janvier 1973        | Traitement de choc                        | Drapeau de la France · Drapeau de l'Italie                          | 216 737 entrées |
| 5  | 31 janvier au 6 février 1973         | Traitement de choc                        | Drapeau de la France · Drapeau de l'Italie                          | 205 350 entrées |
| 6  | 7 février au 13 février 1973         | Traitement de choc                        | Drapeau de la France · Drapeau de l'Italie                          | 213 718 entrées |
| 7  | 14 février au 20 février 1973        | Le Dernier Tango à Paris                  | Drapeau de l'Italie · Drapeau de la France                          | 217 748 entrées |
| 8  | 21 février au 27 février 1973        | Le Dernier Tango à Paris                  | Drapeau de l'Italie · Drapeau de la France                          | 224 233 entrées |
| 9  | 28 février au 6 mars 1973            | Moi y'en a vouloir des sous               | Drapeau de la France · Drapeau de l'Italie                          | 184 316 entrées |
| 10 | 7 mars au 13 mars 1973               | Moi y'en a vouloir des sous               | Drapeau de la France · Drapeau de l'Italie                          | 229 147 entrées |
| 11 | 14 mars au 20 mars 1973              | Moi y'en a vouloir des sous               | Drapeau de la France · Drapeau de l'Italie                          | 220 343 entrées |
| 12 | 21 mars au 27 mars 1973              | Moi y'en a vouloir des sous               | Drapeau de la France · Drapeau de l'Italie                          | 214 182 entrées |
| 13 | 28 mars au 3 avril 1973              | Moi y'en a vouloir des sous               | Drapeau de la France · Drapeau de l'Italie                          | 170 523 entrées |
| 14 | 4 avril au 10 avril 1973             | Le Serpent                                | Drapeau de la France · Drapeau de l'Italie · Drapeau de l'Allemagne | 286 551 entrées |
| 15 | 11 avril au 17 avril 1973            | Le Serpent                                | Drapeau de la France · Drapeau de l'Italie · Drapeau de l'Allemagne | 265 401 entrées |
| 16 | 18 avril au 24 avril 1973            | L'Héritier                                | Drapeau de la France · Drapeau de l'Italie                          | 243 299 entrées |
| 17 | 25 avril au 1er mai 1973             | La Bonne Année                            | Drapeau de la France · Drapeau de l'Italie                          | 230 825 entrées |
| 18 | 2 mai au 8 mai 1973                  | La Bonne Année                            | Drapeau de la France · Drapeau de l'Italie                          | 151 460 entrées |
| 19 | 9 mai au 15 mai 1973                 | Le Dernier Tango à Paris                  | Drapeau de l'Italie · Drapeau de la France                          | 125 983 entrées |
| 20 | 16 mai au 22 mai 1973                | L'Aventure du Poséidon                    | Drapeau des États-Unis                                              | 95 140 entrées  |
| 21 | 23 mai au 29 mai 1973                | La Grande Bouffe                          | Drapeau de la France · Drapeau de l'Italie                          | 127 973 entrées |
| 22 | 30 mai au 5 juin 1973                | Il n'y a pas de fumée sans feu            | Drapeau de la France · Drapeau de l'Italie                          | 205 719 entrées |
| 23 | 6 juin au 12 juin 1973               | La Grande Bouffe                          | Drapeau de la France · Drapeau de l'Italie                          | 154 950 entrées |
| 24 | 13 juin au 19 juin 1973              | La Grande Bouffe                          | Drapeau de la France · Drapeau de l'Italie                          | 158 062 entrées |
| 25 | 20 juin au 26 juin 1973              | La Grande Bouffe                          | Drapeau de la France · Drapeau de l'Italie                          | 156 695 entrées |
| 26 | 27 juin au 3 juillet 1973            | La Grande Bouffe                          | Drapeau de la France · Drapeau de l'Italie                          | 116 127 entrées |
| 27 | 4 juillet au 10 juillet 1973         | La Grande Bouffe                          | Drapeau de la France · Drapeau de l'Italie                          | 120 319 entrées |
| 28 | 11 juillet au 17 juillet 1973        | La Grande Bouffe                          | Drapeau de la France · Drapeau de l'Italie                          | 126 790 entrées |
| 29 | 18 juillet au 24 juillet 1973        | La Grande Bouffe                          | Drapeau de la France · Drapeau de l'Italie                          | 131 405 entrées |
| 30 | 25 juillet au 31 juillet 1973        | La Grande Bouffe                          | Drapeau de la France · Drapeau de l'Italie                          | 104 342 entrées |
| 31 | 1er août au 7 août 1973              | La Grande Bouffe                          | Drapeau de la France · Drapeau de l'Italie                          | 101 736 entrées |
| 32 | 8 août au 14 août 1973               | La Grande Bouffe                          | Drapeau de la France · Drapeau de l'Italie                          | 76 015 entrées  |
| 33 | 15 août au 21 août 1973              | L'Homme des Hautes Plaines                | Drapeau des États-Unis                                              | 77 430 entrées  |
| 34 | 22 août au 28 août 1973              | R.A.S.                                    | Drapeau de la France · Drapeau de l'Italie · Drapeau de la Tunisie  | 88 560 entrées  |
| 35 | 29 août au 4 septembre 1973          | R.A.S.                                    | Drapeau de la France · Drapeau de l'Italie · Drapeau de la Tunisie  | 130 024 entrées |
| 36 | 5 septembre au 11 septembre 1973     | Le Grand Bazar                            | Drapeau de la France                                                | 310 988 entrées |
| 37 | 12 septembre au 18 septembre 1973    | Le Grand Bazar                            | Drapeau de la France                                                | 334 054 entrées |
| 38 | 19 septembre au 25 septembre 1973    | Le Grand Bazar                            | Drapeau de la France                                                | 282 198 entrées |
| 39 | 26 septembre au 2 octobre 1973       | L'Emmerdeur                               | Drapeau de la France · Drapeau de l'Italie                          | 259 807 entrées |
| 40 | 3 octobre au 9 octobre 1973          | L'Emmerdeur                               | Drapeau de la France · Drapeau de l'Italie                          | 352 880 entrées |
| 41 | 8 octobre au 16 octobre 1973         | L'Emmerdeur                               | Drapeau de la France · Drapeau de l'Italie                          | 331 253 entrées |
| 42 | 17 octobre au 23 octobre 1973        | Les Aventures de Rabbi Jacob              | Drapeau de la France · Drapeau de l'Italie                          | 557 289 entrées |
| 43 | 24 octobre au 30 octobre 1973        | Les Aventures de Rabbi Jacob              | Drapeau de la France · Drapeau de l'Italie                          | 738 295 entrées |
| 44 | 31 octobre au 6 novembre 1973        | Les Aventures de Rabbi Jacob              | Drapeau de la France · Drapeau de l'Italie                          | 873 022 entrées |
| 45 | 7 novembre au 13 novembre 1973       | Les Aventures de Rabbi Jacob              | Drapeau de la France · Drapeau de l'Italie                          | 478 867 entrées |
| 46 | 14 novembre au 20 novembre 1973      | Les Aventures de Rabbi Jacob              | Drapeau de la France · Drapeau de l'Italie                          | 392 961 entrées |
| 47 | 21 novembre au 27 novembre 1973      | Les Aventures de Rabbi Jacob              | Drapeau de la France · Drapeau de l'Italie                          | 355 980 entrées |
| 48 | 28 novembre au 4 décembre 1973       | Les Aventures de Rabbi Jacob              | Drapeau de la France · Drapeau de l'Italie                          | 241 361 entrées |
| 49 | 5 décembre au 11 décembre 1973       | Blanche-Neige et les Sept Nains (reprise) | Drapeau des États-Unis                                              | 439 570 entrées |
| 50 | 12 décembre au 18 décembre 1973      | Blanche-Neige et les Sept Nains (reprise) | Drapeau des États-Unis                                              | 427 389 entrées |
| 51 | 19 décembre au 25 décembre 1973      | Blanche-Neige et les Sept Nains (reprise) | Drapeau des États-Unis                                              | 449 557 entrées |
| 52 | 26 décembre 1973 au 1er janvier 1974 | Blanche-Neige et les Sept Nains (reprise) | Drapeau des États-Unis                                              | 558 056 entrées |